# Feldman Margit
Margit Buchhalter Feldman (Budapest, 1929. június 12. – Somerset, 2020. április 14.) magyar származású amerikai szónok, oktató, aktivista és holokauszt-túlélő. Őt és családját 1944-ben koncentrációs táborba deportálták, ahol szüleit azonnal gázkamrába küldték. Ő azonban idősebbnek mondta magát, így munkatáborba került. 1945. április 15-én a Bergen-belseni koncentrációs táborban szabadították fel. Később az Amerikai Egyesült Államokba költözött, ahol családot alapított és rendszeresen megosztotta emlékeit hallgatóságával.

## Élete
Szülei Buchhalter József (1890–1944) vegyeskereskedő és Gránát Teréz (1893–1944) voltak. A családjával a Zemplén vármegyei Tolcsván élt. 

### Holokauszt
Amikor tizennégy éves volt, a nácik megszállták Magyarországot. A családjával együtt egy másik városban felállított gettóba költöztették. 1944 áprilisában Auschwitzba deportálták őket, ahol szüleit azonnal megölték a gázkamrákban. Ő azt hazudta a német őröknek, hogy 18 éves volt, így Krakkóba küldték, ahol egy kőbányában dolgoztatták. A németek azonosításként bal karjára az "A23029" számot tetoválták. Krakkóból később visszavitték az auschwitzi táborba.
Ezután Grünbergbe, egy női táborba szállították, ahol találkozott Gerda Weissmann Kleinnal, későbbi íróval és emberi jogi aktivistával. Részese volt a Grünbergből Bergen-Belsenig tartó halálmenetnek. 1945. április 15-én szabadították fel a bergen-belseni koncentrációs táborban. Felszabadulásakor mellhártyagyulladástól és tüdőgyulladástól szenvedett. Sérülések is érték azoktól a robbanóanyagoktól is, amelyeket náci német katonák léptettek működésbe a tábor megsemmisítése céljából. A családjából 68-an kerültek koncentrációs táborokba, de rajta kívül csak egy rokona élte túl a megpróbáltatásokat. Ezt követően Svédországba költözött, ahol fokozatosan felépült.

## Karrier
1947-ben kivándorolt az Amerikai Egyesült Államokba, ahol eleinte a New Yorkban élő nagynénjével, Harriet Boehm-mel és az unokatestvéreivel élt. Röntgentechnikusi végzettséget szerzett.

### Oktató és aktivista
Feldman sok éven keresztül nem beszélt nyilvánosan a holokauszt alatt szerzett tapasztalatairól. Az 1970-es években, amikor Bound Brookban élt családjával, a szomszédságában lakó fiú felkérte őt, hogy beszéljen az általános iskolai osztályával a holokausztról. A csoporttal személyesen nem volt hajlandó beszélni, de megengedte, hogy a fiú rögzítse, amit neki elmesél. A fiú a felvett hanganyagot lejátszotta az osztálytársainak. Az osztályt mélyen megérintette a története, és a fiú visszajelzése rádöbbentette arra, hogy fontos megosztania tapasztalatait.
Feldman 1981-ben másokkal közösen megalapította a Raritan Valley Community College-on belül a „Holokauszt és Népirtás Tanulmányok Intézetét". 1991-ben Jim McGreevey képviselővel közösen létrehozta a New Jersey-i Holocaust Oktatási Bizottságot. 1994-ben támogatta azt a törvényjavaslatot, mellyel kötelezővé tették a holokauszt és népirtások témakörének oktatását New Jersey iskoláiban.
Elnöke volt a Somerset & Warren Megyék Zsidó Szövetségének (Jewish Federation of Somerset & Warren Counties), a Jewish Home for the Aged szanatóriumnak. A Congregation Knesseth Israel alelnöke és a New Jersey-i Bridgewaterben található Sholom Temple tagja volt 
2003-ban társszerzője volt önéletrajzi könyvének, mely a Margit: A teenager's journey through the Holocaust and beyond címet kapta.

## Magánélete
1953-ban feleségül ment Harvey Feldmanhez, akivel abban a kórházban találkozott, amelyben a tuberkulózisból lábadozott. Férjével Bound Brookban, New Jerseyben éltek és két gyermekük született.
Feldman Margit, családja és a New Jersey-i Holokauszt Oktatási Bizottság 2014-ben létrehozta a Margit Feldman Oktatási Díjat. A díjat azok a New Jersey-i tanároknak kaphatják, akik "kimagaslóan" tanítanak a holokausztról, hátrányos megkülönböztetésről, előítéletekről, megfélemlítésről és elvakultságról. 2016-ban Peppy Margolis az életéről dokumentumfilmet készített, Not A23029 címmel. A rövidfilm narrátora Michael Berenbaum volt. 

### Halála
Feldman Margit Somersetben (New Jersey) élt haláláig. 2020. április 14-én, a COVID-19 miatt fellépő komplikációk okozták halálát.

## Művei
- Bernard Weinsteinnel: Margit: A teenager's journey through the Holocaust and beyond. Scottsdale: Princeton Editorial Associates (2003)

## Fordítás
- Ez a szócikk részben vagy egészben  a   Margit Feldman című angol Wikipédia-szócikk ezen változatának fordításán alapul.  Az eredeti cikk szerkesztőit annak laptörténete sorolja fel. Ez a jelzés csupán a megfogalmazás eredetét és a szerzői jogokat jelzi, nem szolgál a cikkben szereplő információk forrásmegjelöléseként.